# Erik Kiviniemi
Erik Kiviniemi, född 29 september 1955 i Oravais, Finland, är en finlandssvensk skådespelare, regissör och teaterchef.

## Biografi
Kiviniemi studerade vid Teaterhögskolan i Helsingfors. Han debuterade som filmskådespelare 1983 i TV-filmen Av dig blir det ingenting. Han är mest känd för rollen som Jussi Tola i TV-serien Rederiet, en roll han gjorde i 53 avsnitt mellan 1993 och 2001. 1994–1995 regisserade han även nio avsnitt av samma serie.
Han har varit teaterchef på Wasa Teater och mellan 2003 och 2008 teaterchef vid Norrbottensteatern i Luleå. Mellan 2009 och 2019 var han chef för Vasa stadsteater varefter han gick i pension.

## Filmografi
- 1983 – Av dig blir det ingenting
- 1988 – Det är långt till New York
- 1992 – Maskeraden
- 1993–2001 – Rederiet (TV-serie)
- 1994 – Småstadsberättelser (TV-serie)
- 1996 – Ilman kavaluutta (TV-serie)
- 1997 – Minister på villovägar
- 1999 – Lapin kullan kimallus
- 2003 – Raid
- 2006 – Isabella (TV-serie)

## Teater

### Roller (ej komplett)
| År   | Roll        | Produktion                                                       | Regi          | Teater             |
| ---- | ----------- | ---------------------------------------------------------------- | ------------- | ------------------ |
| 1981 | Alan Strang | Equus Peter Shaffer                                              | Georg Malvius | Åbo Svenska Teater |
| 1982 |             | Mannen från La Mancha Mitch Leigh, Joe Darion och Dale Wasserman | Georg Malvius | Örebro länsteater  |
| 1983 | Rodolpho    | Utsikt från en bro Arthur Miller                                 | Georg Malvius | Örebro länsteater  |
| 1983 | Romeo       | Romeo och Juliet William Shakespeare                             | Georg Malvius | Örebro länsteater  |
| 1983 | Max         | Bent Martin Sherman                                              | Georg Malvius | Örebro länsteater  |

### Regi (ej komplett)
| År   | Produktion        | Upphovsmän | Teater          |
| ---- | ----------------- | ---------- | --------------- |
| 2009 | Så som i himmelen | Kay Pollak | Svenska Teatern |

## Priser och utmärkelser
- 2010 – Årets österbottning[11]